# Hildebrandtiella endotrichelloides
Hildebrandtiella endotrichelloides är en bladmossart som beskrevs av C. Müller 1876. Hildebrandtiella endotrichelloides ingår i släktet Hildebrandtiella och familjen Pterobryaceae. Inga underarter finns listade i Catalogue of Life.